# Jarl Åström
Jarl Fredrik Herman Åström, född 3 december 1909 i Uleåborg, död 27 juli 1988 i Helsingfors, var en finländsk industriman. 
Åström, som var son till konsul Herman Johannes Åström och Elsa Sivén, blev student 1930 och diplomekonom 1933. Han blev kontorschef vid Sjöförsäkrings Ab Argo 1934, Oy Uleå Ab 1934, Oulu Oy 1936, Hammarén & Co Ab 1940, disponent vid Oy Kyro Ab 1946, verkställande direktör 1949–1974. Han var styrelseordförande i Kumo älvs flottningsförening från 1951 och innehade ett stort antal förtroendeuppdrag inom näringslivet. Han tilldelades bergsråds titel 1970.